# Замок Тандраги
Замок Тандраги (англ. Tandragee Castle) — один из замков Ирландии, расположен в графстве Арма. Замок построен в 1837 году на месте более древних оборонительных сооружений 6-м герцогом Манчестером как ирландская резиденция этой аристократической английской семьи. Герцог Манчестер приобрел эти земли и имения вследствие брака с Миллисент Спарроу (1798—1848).
Во время британской колонизации Ольстера замок Тандраги стал собственностью сэра Оливера Сент-Джона, лорда-депутата Ирландии. Он отстроил древний замок Тандраги — давний оплот ирландского клана О’Ханлон. Во время ирландского восстания за независимость 1641 года клан О'Ханлон попытался вернуть себе свои земли и замок. В результате боев замок превратился в полные руины и таким и оставался в течение следующих 200 лет.
Замок и земля Тандраги были проданы 10-м герцогом Манчестерским (родился в имении Тандраги) в 1950-х годах. Замок купил мистером Ганчинсон, бизнесмен из Тандраги. Замок был отреставрирован, сейчас там расположен офис фирмы, которая занимается переработкой картофеля. Возле замка находится поле для гольфа.